# Elecciones municipales de Guayaquil de 2014
Las elecciones municipales de Guayaquil de 2014 hacen referencia al proceso electoral que se llevó a cabo el 23 de febrero de dicho año. Las elecciones municipales determinaron, por sufragio directo de los electores, las dignidades que encabezarían el cabildo municipal por un período de cinco años comprendidos entre el 2014 y el 2019. Se eligió a un alcalde y a quince concejales que conformarían el Concejo Cantonal de Guayaquil.
Este proceso electoral registró una menor participación de candidatos a puestos de alcaldía, siendo 4 los que sean inscritos en el CNE, debido a reducción de gastos por parte de los partidos políticos que finalmente presentaban apoyo mediante alianzas con los ya postulados. Listas como Movimiento Popular Democrático y CREO presentaron candidatos para la concejalía en las circunscripciones votantes. No participaron en esta elección partidos políticos desaparecidos como UNO y Red Ética y Democracia que en 2009 habían presentado candidatos a la alcaldía y a los ediles.
Los candidatos a la alcaldía guayaquileña fueron Jaime Nebot del movimiento político Madera de Guerrero en alianza con el Partido Social Cristiano, Viviana Bonilla por parte del partido oficialista Alianza PAIS, Balerio Estacio por el Partido Socialista-Frente Amplio, y Eduardo Álvarez del movimiento Pachakutik. Tras pronunciarse los resultados oficiales por parte del Consejo Nacional Electoral, se constató que con 841.901 votos -correspondientes al 59,46% del total se sufragantes- el candidato socialcristiano Jaime Nebot ganó las elecciones quedando reelecto en sus funciones como alcalde, cargo que ocupa desde el año 2000. La alianza PSC - Madera de Guerrero obtuvo 9 concejales urbanos y el único concejal rural, mientras que Alianza PAIS - Centro Democrático obtuvo 5 concejales.

## Antecedentes

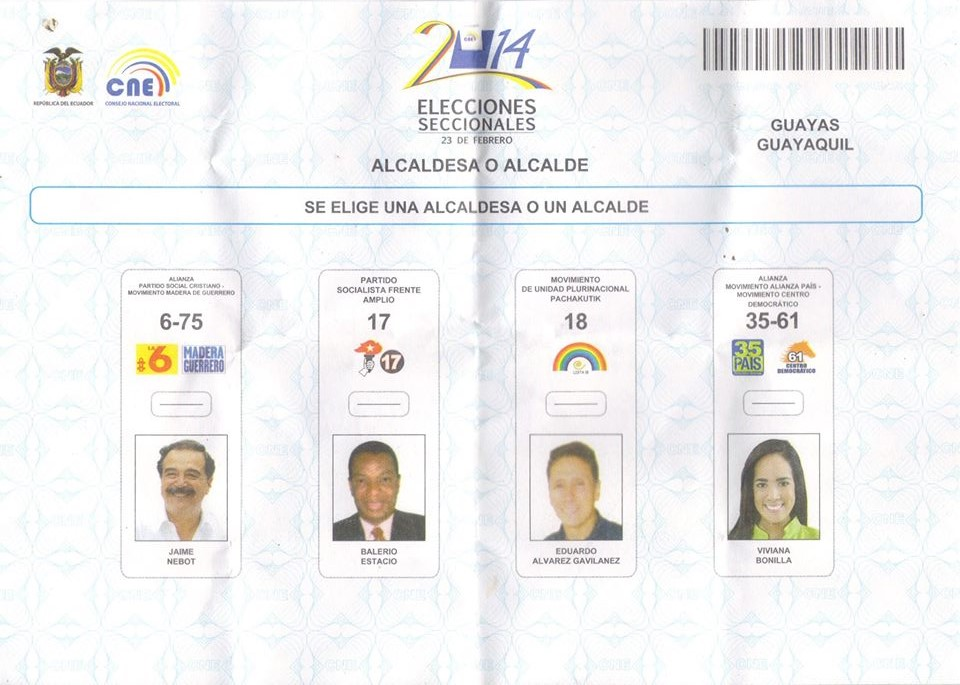
Papeleta de votación de las Elecciones municipales de Guayaquil de 2014 para alcaldes.

Tras la administración de León Febres-Cordero (1992-2000) en la alcaldía guayaquileña, su sucesor, Jaime Nebot ganó las elecciones municipales del año 2000, ratificando su puesto en las elecciones de 2004. Paralelamente a esto, Rafael Correa llegó a la presidencia ecuatoriana al vencer en las elecciones presidenciales del 2006, tras lo cual —mediante referéndum aprobatorio— organizó una asamblea constituyente que redactó una nueva carta magna aprobada en el referéndum constitucional de 2008. Consta el nuevo texto constitucional, se estableció que un ciudadano puede postularse a la reelección por una sola vez, ya sea de forma consecutiva o de forma alterna. Sin embargo, para el cómputo de esta disposición no se tomarían en cuenta las veces que hayan sido electos hasta antes de la entrada en vigencia de la Constitución del 2008, con lo cual, se habilitó a Nebot para que pueda presentarse en dos ocasiones más como candidato a la alcaldía de Guayaquil. 
En las anteriores elecciones municipales de 2009, el movimiento correísta Alianza PAIS postuló a la candidata María de los Ángeles Duarte para que haga frente a la postulación de Nebot por parte de la alianza Madera de Guerrero-Partido Social Cristiano. Jaime Nebot ganó las elecciones con un 68,44% de los votos válidos que correspondían a 761.699 votos, frente a los 146.278 votos (29.01%) que alcanzó Duarte.

## Candidatos a la alcaldía

### Partido Social Cristiano-Madera de Guerrero
Desde el comienzo del tercer período en la alcaldía de Jaime Nebot, que inició tras ganar las elecciones municipales de 2009 por una amplia diferencia ante su rival oficialista María de los Ángeles Duarte, se hablaba de la posibilidad de que vuelva a lanzarse como candidato en búsqueda de la reelección debido a que por disposiciones legales se le otorga la posibilidad de candidatearse para el mismo cargo por segunda y última ocasión, esto a raíz de que las primeras dos elecciones que ganó (2000 y 2004) no se contabilizan puesto que se realizaron antes de la promulgación de la actual constitución ecuatoriana en el 2008. Desde incluso antes de las elecciones generales de 2013 se profundizaron las expectativas de la mayoría de partidos y movimientos políticos de conocer la decisión sobre la eventual postulación de Nebot.
El 9 de octubre de 2013, durante la sesión solemne anual que organizó la municipalidad para conmemorar los 193 años de independencia de Guayaquil, el alcalde Jaime Nebot manifestó su decisión de postularse para un cuarto período en el cargo de burgomaestre de la ciudad, el cual lo ostenta desde el año 2000.  Su candidatura se hará por parte del movimiento político Madera de Guerrero en alianza con el Partido Social Cristiano.
Finalmente, el 10 de noviembre el Partido Social Cristiano, en alianza con el movimiento Madera de Guerrero, organizaron una sesión en el Centro de Convenciones Simón Bolívar en donde oficialmente se proclamó a Jaime Nebot como el candidato por la designación de 19 votos de los 20 directivos del partido político. Paralelamente a esta designación también se proclamaron los candidatos a otras dignidades por parte de la alianza como César Rohon para prefecto del Guayas; y Leopoldo Baquerizo, Luzmila Nicolalde y Doménica Tabacchi, entre otros, para concejales cantonales.

### Alianza PAIS-Centro Democrático

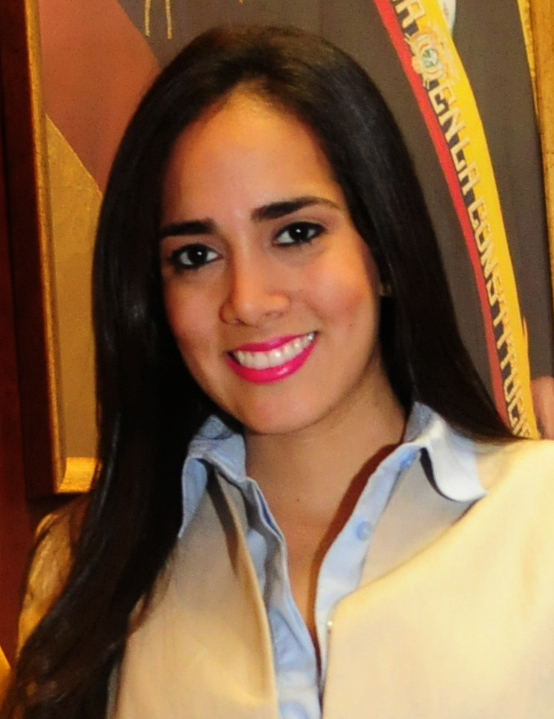
Viviana Bonilla, exgobernadora del Guayas y candidata a la alcaldía de Guayaquil

El movimiento oficialista Alianza PAIS liderado por el presidente de la República, Rafael Correa, mostró varias opciones para postular al eventual sucesor del socialcristiano Nebot. Se mantuvo en expectativas la designación de Pierina Correa (hermana del presidente Correa), Octavio Villacreces (exconcejal municipal) y otros personajes políticos de partidos o movimientos aliados.[cita requerida]
Durante los días previos a las festividades octubrinas de la ciudad en el 2013, se consolidaban los rumores en redes sociales y mítines políticos la posibilidad que la entonces gobernadora de la provincia del Guayas, Viviana Bonilla, sea la elegida como la candidata a la alcaldía. Precisamente, el 9 de octubre de dicho año, paralelo a la sesión solemne hecha por la alcaldía de Nebot, el movimiento gobiernista organizó un evento que congregó a partidarios al régimen de Correa, en la cual se anunció de manera extraoficial a Bonilla como la candidata de Alianza PAIS.
Finalmente el 12 de noviembre de 2013 en una sesión solemne de Alianza País en la ciudad de Guayaquil, quien era entonces la gobernadora del Guayas Viviana Bonilla confirmaba su candidatura para las elecciones municipales de 2014.

### Partido Socialista-Frente Amplio
Balerio Estacio, militante de Alianza PAÍS recibió apoyo de varios sectores que proponían su candidatura, pero PAIS postuló a otra candidata. Balerio Estacio se inscribió como candidato a la alcaldía por parte del Partido Socialista-Frente Amplio.

### Pachakutik
El Movimiento de Unidad Plurinacional Pachakutik (PK) tuvo elecciones primarias en la provincia del Guayas el 13 de noviembre. PK no tuvo el regular apoyo del Movimiento Popular Democrático. El dirigente de PK César Gamboa manifestó que, tras los resultados de las primarias, el movimiento postularía oficialmente a Eduardo Álvarez como aspirante a la alcaldía de Guayaquil.

## Campaña
El Consejo Nacional Electoral expresó que la campaña política para las elecciones seccionales de 2014 se deberían realizar desde el 7 de enero hasta el 20 de febrero del mencionado año.

## Sondeos de opinión
| Encuestadora        | Fecha (día-mes-año) | Opciones   | Opciones   | Opciones   | Opciones      | Opciones | Opciones  | Opciones |
| ------------------- | ------------------- | ---------- | ---------- | ---------- | ------------- | -------- | --------- | -------- |
| Encuestadora        | Fecha (día-mes-año) |            |            |            |               |          |           |          |
| Encuestadora        | Fecha (día-mes-año) | 6-75 Nebot | 17 Estacio | 18 Álvarez | 35-61 Bonilla | Nulos    | En blanco | NS/NC    |
| CEDATOS             | 5-11-2013           | 70%        |            |            | 16%           | 2%       | 4%        | 5%       |
| Perfiles de Opinión | 18-12-2013          | 55,6%      | 0,6%       | 0,2%       | 34,3%         | 2,9%     | 6,4%      |          |
| CEDATOS             | 18-12-2013          | 70%        | 1%         | 2%         | 21%           | 1%       | 3%        | 2%       |
| IMASEN              | 27-12-2013          | 58,7%      |            |            | 30,8%         |          |           |          |
| Diagnóstico         | 31-12-2013          | 53,1%      |            |            | 37,42%        |          | 8%        |          |
| Perfiles de Opinión | 19-01-2014          | 52,4%      | 0,7%       | 0,5%       | 30,6%         | 3%       | 6,4%      | 19%      |
| CEDATOS             | 30-12-2013          | 69%        | 1%         | 2%         | 26%           | 1%       | 1%        |          |
| Opinión Pública     | 30-01-2014          | 42,4%      | 0,4%       | 0,4%       | 34,2%         | 2,4%     |           | 20,2%    |
| CIEES               | 10-02-2014          | 49,3%      | 0,3%       | 0,2%       | 39,2%         | 5,2      | 4,4%      | 1,6%     |
| Opinión Pública     | 8-02-2014           | 45%        | 1%         | 1%         | 39%           | 2%       |           | 13%      |
| CEDATOS             | 8-02-2014           | 60,5%      | 1,4%       | 0,7%       | 29,9%         | 5,1%     | 2,4%      |          |
| CMS                 | 12-02-2014          | 52,98%     | 0,33%      | 0,17%      | 25,24%        | 4,51%    |           | 16,77    |

## Resultados

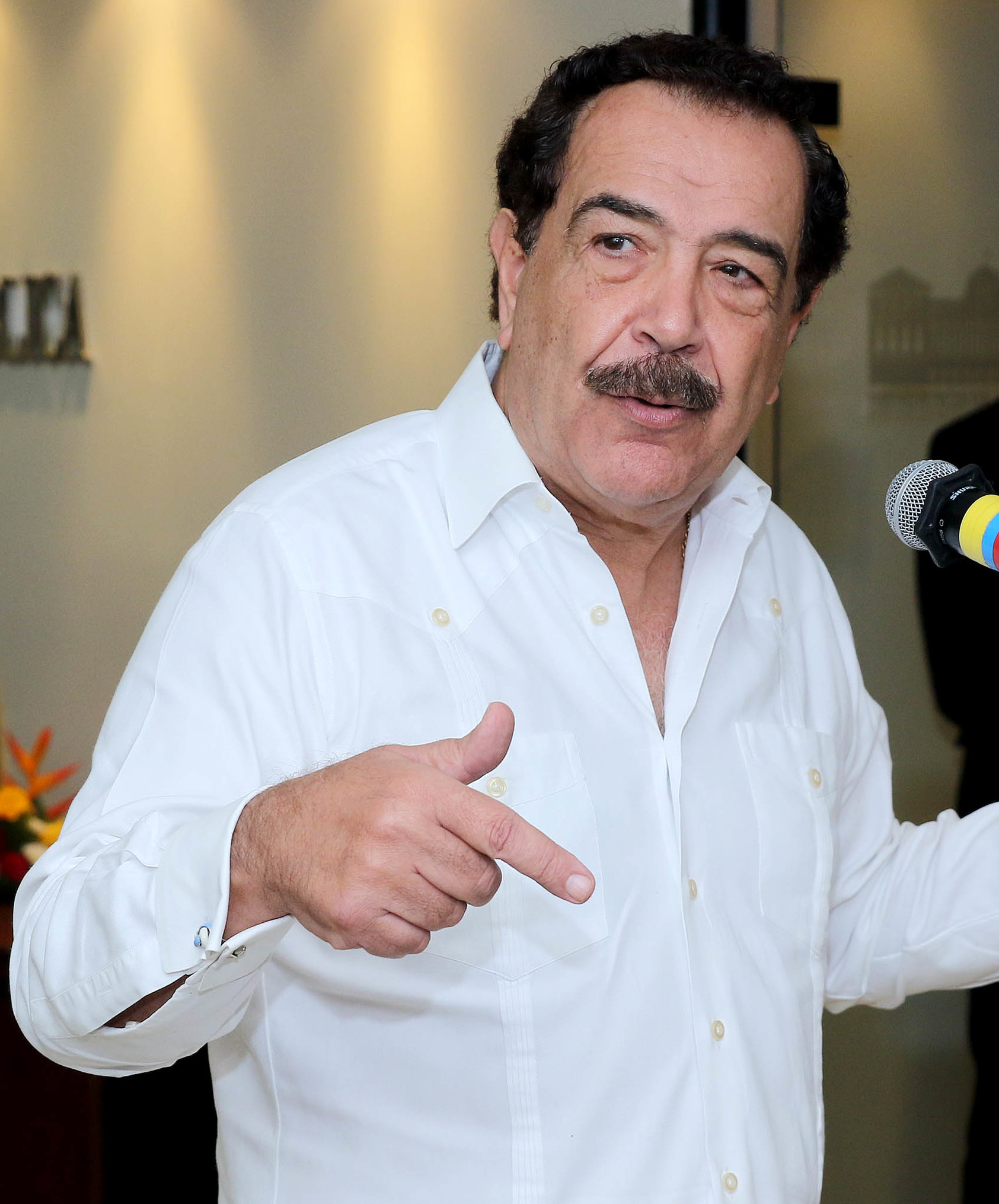
Jaime Nebot, alcalde de Guayaquil reelecto.

### Elección de alcalde
|  | 59.46 % |

|  | 39.15 % |

|  | 0.99 % |

|  | 0.40 % |

|  | 100 % |

### Elección de concejales cantonales

#### Circunscripción 1
- Alianza PSC - Madera de Guerrero

1. Leopoldo Baquerizo
2. Susana González Rosado
3. Jorge Pinto

- Alianza PAIS - Centro Democrático

1. Carlos Luis Morales
2. Lidice Aldas Giler

#### Circunscripción 2
- Alianza PSC - Madera de Guerrero

1. Luzmila Nicolalde
2. Josué Sánchez
3. Consuelo Flores

- Alianza PAIS - Centro Democrático

1. Gustavo Navarro
2. Zaida Loayza

#### Circunscripción 3
- Alianza PSC - Madera de Guerrero

1. Doménica Tabacchi
2. Manuel Samaniego
3. Roberto Gilbert

- Alianza PAIS - Centro Democrático

1. María del Carmen Almán

#### Circunscripción Rural
- Alianza PSC - Madera de Guerrero

1. Luis Murillo